# Домб'є (концентраційний табір)
До́мб'є (пол. Dąbie) — концентраційний табір в околицях міста Краків (Польща), який діяв у 1914–1923 роках. Знаходився між вул. Могильською, Косинерів та Домбською [Архівовано 18 серпня 2021 у Wayback Machine.].

## Історія
Заснований австрійською владою на початку Першої світової війни для полонених російської та італійської армій, і розрахований на 12000 осіб.
Тут на території колишніх кошар в часи першої світової війни діяв австрійський табір для військовополонених. На початку листопада 1918 р. цей табір залишили полонені з російської, сербської та італійської армій, а розташовані тут муровані та дерев’яні будівлі опинилися в розпорядженні польської військової влади. Табір в порівнянні з іншими мав непогані санітарно-житлові умови.
У 1918–1923 польська влада утримувала тут полонених та інтернованих українців.
У ході польсько-української війни (1918—1919) до нього відправлено близько 10 тис. полонених військовиків Української Галицької армії, інтернованих діячів Західноукраїнської Народної Республіки, представників галицької інтелігенції та духовенства. Умови їх перебування були важкими: унаслідок виснаження, голоду і хвороб померло близько 2,5 тис. осіб.
Цінні спогади про табір залишив настоятель парафії Тарнава коло Турки Володимир Венгринович, що був інтернований в ньому від 15 серпня до 17 жовтня 1919 р.: 
«Табір жє великий, десь 18 бараків дерев’яних, як той «наш», і кілька чи з десяток (11) мурованих об’єктів. В них наявні ліжка, сінники та навіть матраци, ковдри та пледи. І все досить в порядку, підлоги, умивальники, туалети. Але те все є переповнене, навіть багато з тих інтелігентів, які приїхали раніше, вже місця для себе там не знайшли. Кожний барак і 2-3 «об’єкти» мають кухні і хто з інтелігентів запишеться дає 2 або 4 крони денно за їжу». 
В’язні Домб’я мали згідно спогадам о. Венгриновича можливість також читати польську пресу, а також з огляду на свій строкатий національний склад дискутувати на політичні питання. В цих дискусіях брали участь українці з різних частин України, євреї та німці з Сілезії. Функціонували театр та шпиталь. У листопаді 1919 р. в Домб’ю перебувало 274 в’язнів з більшовицької армії (багато з яких було українцями), 239 в’язнів з Східної Галичини та 2288 інтернованих осіб з цього ж регіону. Загалом 3801 особа. При цьому гранична місткість табору була встановлена польською військовою владою в 8000 людей.
У Домб'є перебували також діячі ЗУНР Володимир Старосольський, Юліан Целевич, Кирило Студинський і галицькі військовики Мирон Тарнавський, Петро Франко (син Івана Франка), д-р Володимир Загайкевич, д-р Володимир Бачинський та інші видатні українці.
Акції протесту українських та польських громадських організацій призвели до того що вже навесні 1920 року всіх цивільних в’язнів та інтернованих було звільнено.
Навесні 1920 до табору прибули інтерновані частини Добровольчої армії, зокрема, угруповання генерала Миколи Бредова, яке відступило до Польщі під натиском червоних.
У квітні 1921 прибули вояки Першої Запорізької дивізії Армії Української Народної Республіки. У Домб'є перебували генерали армії УНР Всеволод Агапіїв, Володимир Оскілко, старшини Гнат Порохівський, Микола Чижевський та інші.
Як і в усіх таборах, бідою цього табору залишалося те, що він не був пристосований до зимових умов (в бараках бракувало опалення і пічок). Крім цього, наплив великих груп в’язнів та інтернованих спричиняв виникнення епідемій різних хвороб. Хворі з табору потрапляли до краківських лікарень, померлих ховали на Раковицькому цвинтарі. Для поліпшення умов життя в таборі розгорнуто культурно-освітню роботу: діяли українські школа, театр, хор, мистецькі гуртки, товариства.
1923 року всі табори інтернованих українських військових частин було ліквідовано.
За даними російських джерел, у 1919—1920 роках у польському полоні опинилися до 28 тис. червоноармійців. Вони утримувалися в чотирьох таборах поблизу Берестя (Литовського, включаючи Березу Картузьку), Вадовиці, Домб'є, Пикуличі, Стшалків, Торунь і Тухолю.

## Допомога в'язням
Місцева українська громада як могла допомагали в’язням. Але зрозуміло о внаслідок її малочисельності можливості такої допомоги були вкрай обмежені. Серед осіб безпосередньо заангажованих в допомогу українським полоненим та інтернованим особам в таборах в Домб’ю та Вадовицях були пізніші активні діячки краківської філії «Союзу Українок», яку було створено 1924 р.: Елеонора Леонтіна Гогульска, Ксенія Добрянська та Ольга Коритовська. Т. Чекальский також подає факт надання допомоги ізольованим в таборі в Домб`ю особам таємним комітетом Допомоги інтернованим під керівництвом адвоката Юзефа Дробнера. Окрім того звільнення інтернованих домагалася польська соціалістична партія. Так в її часописі «Робітник» від 20 грудня 1919 р. зазначалося, що депутат ПСП Хаусер виступив проти висновкам депутата ксьондза Лутославського. Останній протестував проти амністії українцям. Він зажадав виключення з неї «українських бандитів», і повідомив, що хоче зробити усе для люду руського, але українців вважав не народом, а ворожою партією з якою потрібно боротися. Такі погляди тоді були розповсюдженими.

## Поховання померлих в таборі
На полях XXVII і XXVIII Раковицького цвинтаря на площі 755,9 м2, в 3-х рядах братських могил спочивають 1253 особи (відповідно 751 і 502), що померли в таборі. Більшість померлих тут залишилося безіменними. Серед імен загиблих солдат УГА, які відомі можна знайти з-поміж інших і лемків, з приводу яких польська історіографія любить твердити, що вони не підтримували українських національних ідей. Відомі імена С. Левитського (з Ропіци біля Горлиць), що вмер 28 вересня 1919 р., Андрія Макара (з Токарні коло Сянока), що вмер 15 вересня 1919 р. і Миколи Васьо з Леська, який помер тут 21 серпня 1919 р. З відомих прізвищ похованих на Раковицькому цвинтарі українських жертв Домб'я збереглися також наступні: Бриді Едвін – український офіцер, Тесленко Миколай, Адам Янушковський, Юкнес Адам, Дмитро Луценко – інтерновані цивільні українці. Необхідно зазначити, що в зазначених могилах поховані не тільки українці, але й представники інших народів та навіть окремі польські вартові, що також стали жертвами епідемій.

## Сучасний стан
Наразі частина території колишнього табору це запущений пустир та убогі приватні ділянки. Проте перед будівлею воєводської комендатури поліції в два ряди кошарові будинки, які виористовувались як бараки табору.

## Увічнення пам'яті

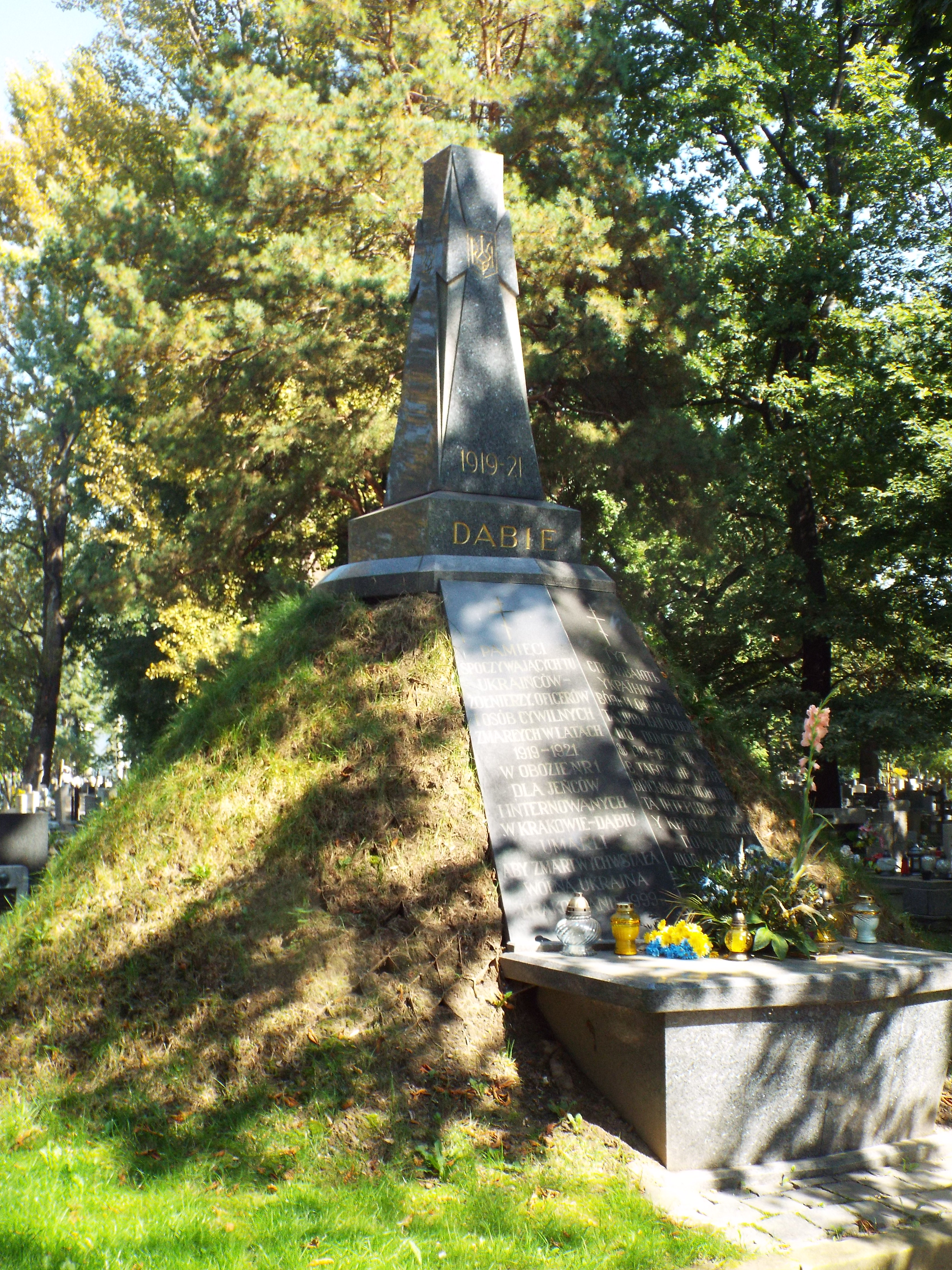
Пам'ятник на могилі жертв табору в Домб'є. Краків, Раковицький цвинтар. Фото 2021 р.

Поховання на території Раковицького цвинтаря та терен, на якому розташовувався табір в Домб’ю, стали тими матеріальними символами, які підтримували в краківських українцях традицію прочитання борців за свободу як Галицької, так і Наддніпрянської України. Особливо важливо це було після остаточного вирішення питання про приєднання Східної Галичини до Польщі в 1932 р. Щороку тут відбувалися жалібні богослужіння за душі загиблих. В 1928 р. опікою над могилами зайнялася спеціальна організація краківських студентів – філія Львівського «Товариства охорони військових могил». В 1929 р. постав проект пам’ятника на могилах авторства скульптора Сергія Литвиненка. Втім з-за браку коштів та відсутності дозволу з боку польської влади пам’ятник звести не вдалося. Як свідчать фрагментарні архівні дані, колись на могилах стояли один металевий і один дерев’яний хрести. А наявний сьогодні пам’ятник був відкритий лише в 1998 р. Його координати: 50.076936°, 19.948835° [Архівовано 24 вересня 2021 у Wayback Machine.]. 
Пам'ятного знаку чи позначення на місцевості, меморіальної дошки чи будь-якого іншого увічнення на місці табору і його споруд немає. 

## Табір в мистецтві
Про життя табору нам розповідають 130 листків рисунків Лева Гетца - в'язня табору. Вони зберігаються в запасниках Краківського історичного музею.